# Daytona USA 2001
Daytona USA 2001, conocido en Norteamérica como Daytona USA, es un carreras juego arcade desarrollado por Sega y Genki, que es una renovación completa de Daytona USA para su lanzamiento en la plataforma Dreamcast. Esta versión incluye todos los campos del juego Daytona USA original y Championship Circuit Edition. Se diseñaron especialmente tres pistas nuevas para Daytona USA 2001, y todas las pistas se pueden reproducir normalmente, al revés, en espejo o en modo de espejo inverso.
Los gráficos del juego se actualizaron significativamente con respecto a las entregas caseras anteriores de Daytona USA, más parecidos a Daytona USA 2. También se podía jugar en línea, lo que permitía la competencia entre hasta cuatro jugadores y la carga/descarga de los mejores tiempos y la información de los autos fantasma, aunque las opciones en línea se eliminaron de la versión PAL. Los servidores en línea de Dreamcast tanto para Alien Front Online como para Daytona USA 2001 se desactivaron permanentemente por error como resultado de que los desarrolladores codificaron la dirección IP en los servidores del juego. y Sega regalando un bloque de red que pertenecía a AT&T.
Otra adición a Daytona USA 2001 fue el modo Campeonato, donde el jugador debe ubicarse por encima de cierto punto en la clasificación general para progresar, culminando en la King of Daytona Cup.

## Jugabilidad
Daytona USA 2001 conserva tres pistas de Daytona USA y dos de Daytona USA: Championship Circuit Edition, al tiempo que añade tres nuevas y circuitos exclusivos. Todos ellos se pueden jugar en cuatro variantes: espejo, espejo inverso, inverso y normal. Hay varios modos de juego disponibles: carrera individual, campeonato, contrarreloj y 2 jugadores con pantalla dividida. Solo se pueden usar cuatro autos al principio, con la posibilidad de desbloquear más a medida que se avanza.
Los cursos tomados de Daytona USA: Championship Circuit Edition no tienen sus temas originales; en cambio, se utilizan nuevas canciones en lugar de Funk Fair, The Noisy Roars of Wilderness y Pounding Pavement. Race to the Bass y Daytona USA Medley tampoco aparecen. Las nuevas canciones no reciben nombres en el juego y, dado que no hay un CD oficial con la banda sonora, se supone que llevan el nombre de sus respectivos cursos.
Además de los temas anteriores, Daytona USA 2001 también presenta diferentes remezclas de música para las versiones espejo y espejo invertido de los campos. El tema musical de la máquina arcade original Daytona USA se selecciona al azar y se usa como música de pantalla de título; estas canciones se pueden encontrar en la prueba de sonido desde la pista 48 en adelante.

## Recepción
Randy Nelson revisó la versión Dreamcast del juego para Next Generation, calificándola con tres estrellas de cinco, y afirmó que "definitivamente no es muy profundo, pero por pura emoción arcade , Daytona USA cumple obedientemente".
El juego tuvo una recepción positiva tras su lanzamiento, ya que tiene una puntuación de 86 sobre 100 en Metacritic. En Japón, Famitsu le dio una puntuación de 31 sobre 40.